# زخرفة القاعات (فلم)
زخرفة القاعات (بالإنجليزية: Deck the Halls) هو فيلم أمريكي عن عيد الميلاد بطولة ماثيو برودريك وداني ديفيتوو كريستين ديفيس وكريستين تشينوويث .تعرض الفيلم لانتقادات واسعة من قبل النقاد

## بطولة
- كريستين دايفس (كيلي)
- ماثيو برودريك (ستيف)
- داني ديفيتو (بودي)
- كريستين شينويث (تيا)
- نيكولا بيلتز (ماكنزي)
- جيليان فيجمان

## وصلات خارجية
- زخرفة القاعات على موقع IMDb (الإنجليزية)
- زخرفة القاعات على موقع ميتاكريتيك (الإنجليزية)
- زخرفة القاعات على موقع روتن توميتوز (الإنجليزية)
- زخرفة القاعات على موقع نتفليكس (الإنجليزية)
- زخرفة القاعات على موقع قاعدة بيانات الأفلام العربية
- زخرفة القاعات على موقع ألو سيني (الفرنسية)
- زخرفة القاعات على موقع Turner Classic Movies (الإنجليزية)
- زخرفة القاعات على موقع أول موفي (الإنجليزية)
- زخرفة القاعات على موقع بوكس أوفيس موجو (الإنجليزية)
- زخرفة القاعات على موقع فيلمافينيتي (الإسبانية)